# José de Palafox
Don José Rebolledo de Palafox y Melci (ibland stavat Melzi), hertig av Zaragoza, född 28 oktober 1775 i Zaragoza, död 15 februari 1847 i Madrid, var en spansk militär.
Palafox kämpade som generalkapten i Aragonien mot de i Spanien 1808 inträngande fransmännen. Han försvarade på ett utmärkt sätt Zaragoza under två minnesvärda belägringar, till dess han i februari 1809 måste nedlägga befälet för sjukdom, varpå staden föll och Palafox hölls i fångenskap i Frankrike ända till slutet av 1813. Han var 1814 en tid åter generalkapten i Aragonien och bekämpade där kraftigt de upproriska rörelserna. Han anslöt sig efter Ferdinand VII:s död 1833 till den unga drottning Isabellas anhängare, men tog inte någon framstående del i de följande händelserna. 1836 upphöjdes han till hertig av Zaragoza.